# Timba (Musikstil)
Timba ist ein kubanischer Musikstil. Aufgrund seiner historischen Entwicklung stellt er eine Variante, keine Untergruppe der Salsamusik dar.

## Vorgeschichte
Im nachrevolutionären Kuba war es unter kubanischen Musikern lange Zeit ungeschriebenes Gesetz, den Begriff „Salsa“ zu vermeiden. Das Wort wurde vom Komitee der staatlichen Plattengesellschaft EGREM schlicht ignoriert. Salsa war aus kubanischer Sicht ein neokolonialistisches Werkzeug der US-dominierten Musikindustrie, welche auf diese Weise die traditionellen kubanischen Rhythmen zu okkupieren versuchte. Salsa war von Nicht-Kubanern gespielte kubanische Musik. Da diese Musik immer schon in Kuba gespielt worden war, bestand kein Bedarf nach einem neuen Namen. Dies änderte sich Anfang der 1990er-Jahre mit der Förderung des Tourismus und der neuen Reisefreiheit kubanischer Musiker, die ab 1993 auch bei ausländischen Musikunternehmen unter Vertrag stehen durften. Ab 1990 strahlte einer der staatlichen Sender des kubanischen Fernsehens die Sendung Mi Salsa aus. Es entstanden neue Anthologien mit Titeln wie ¿Son o Salsa? (1991) oder Salsa Cubana (1995). Letztere war auch der Titel einer Musik-Zeitschrift in Kuba, die in der zweiten Hälfte der 1990er Jahre erschien. Sie gab zwar inhaltlich nichts von dem Anspruch auf, dass Salsa ausschließlich kubanische Musik sei, ließ jedoch ein Umdenken bei der kubanischen Führung erkennen: Nach drei Jahrzehnten der Polemik gegen die Salsa versuchten die staatlichen Behörden nun den Begriff für ihre eigenen Zwecke zu verwenden und an den internationalen Bekanntheitsgrad anzuknüpfen. Auf einem Musikalbum tauchte der Begriff „Salsa“ zunächst bei der Musikgruppe NG La Banda auf: Das Lied Necesita una amiga auf der CD En la Calle (1988) wurde in der Unterschrift als „balada-salsa“ bezeichnet. Die nächste Produktion von NG LA Banda bestand aus neu arrangierten kubanischen Liedern, betitelt Salseando (1990). 1991 verließ der Sänger Issac Delgado NG La Banda und startete eine Solokarriere mit dem Beinamen „El Chévere de la Salsa“. Auch kleinere Musikgruppen begannen, die Bezeichnung zu verwenden (wie etwa 1995 Septeto Raisón mit Mi salsa cubana).

## Ursprung
Nach dem Wörterbuch bedeutet Timba „Spielhölle, Kartenspiel“. Ein „timbero“ war dementsprechend ein „Kartenspieler“. Zudem gibt es in Kuba ein süßes Gericht, eine Kombination aus Brot mit Guaven, das „pan con timba“ genannt wird. Ein Stadtviertel Havannas heißt ebenfalls „Timba“. Cesar „Pupi“ Pedroso, der ehemalige Pianist von Los Van Van, bezog sich auf diese Bedeutung, als er sein Debütalbum De la Timba a Pogolotti (1999) betitelte. Pogolotti und Timba sind beides Stadtviertel mit einem hohen Anteil von Afro-Kubanern.
Die Bezeichnung „Timba“ ist im kubanischen Kontext demnach fest verwurzelt und zirkulierte auch im musikalischen Bereich seit langer Zeit. „Timba“ wurde in Kuba schon seit Jahrzehnten als Synonym für Rumba verwendet. Issac Delgado gab an, dass zu seinen Zeiten auf der Universität in den 1970er-Jahren junge Musiker von Irakere, wie Chucho Valdés oder Arturo Sandoval, geheime Jazz-Sessions veranstaltet hätten, die dann „tocar timba“ oder „timbear“ genannt wurden. Auch das Spiel der Rumberos, wenn sie in den Hinterhöfen musiziert hätten, wäre „Timba spielen“ genannt worden. Er selbst wäre als guter Rumba-Sänger „timbero“ genannt worden. Demzufolge sei es ein Begriff, der aus den Straßen Kubas stamme. Van Vans Sänger Mario Rivera setzt allerdings dagegen, dass die Bezeichnung Timba in den 1990er Jahren auch jahrelang in den staatlichen Konservatorien benutzt wurde. Die kubanischen Autoren Neris González Bello und Liliana Casanella Cué halten die Errichtung der Konservatorien sogar für eine der Grundvoraussetzungen für das spätere Aufkommen der Timba.

## Entwicklung
Ab den 1990er-Jahren taucht der Ausdruck „Timba“ zunehmend in der kubanischen „música bailable“ (span.: Tanzmusik) zugleich mit dem Begriff Salsa auf. Als Initiator gilt der Flötist José Luis Cortés mit seiner Gruppe NG La Banda. Sie wird am meisten mit „Timba“ verknüpft, obwohl die Gruppe anfangs (1990, 1993) auch den Begriff „Salsa“ in ihren Alben führte. Ihr 1989 erschienenes Album En la calle gilt im Rückblick zugleich als erstes Timba-Album, obwohl der Ausdruck nicht direkt auftaucht.
Ab Mitte der 1990er-Jahre setzte dann die sog. „Timba-Explosion“ ein. Auslöser war die Gruppe Charanga Habanera von David Caldzado mit ihrem 1996er Album Me sube la fiebre. Auch der Bandleader von Kubas legendärer Gruppe Los Van Van, Juan Formell, ging 1997 dazu über, seine Musik „Timba“ zu nennen. Insbesondere die Alben Esto te pone la cabeza mala (1997) und Llegó Van Van (1999) erreichten einen bis dahin unerreichten internationalen Erfolg. Die staatliche Plattengesellschaft EGREM begann zunehmend, die „Timba“ als Markenzeichen kubanischer Musik zu fördern. Eine Vielzahl von neuen Gruppen und Produktionen entstanden. Einige bekannte Gruppen und Musiker sind: Pupy y Los que Son, Son (Cesar Pupy Pedroso, Ex-Pianist von Los Van Van), Manolín, El Médico de la Salsa, Pachito Alonso y sus kini kini, Azúcar Negra, Bamboleo, Charanga Forever, Tirso Duarte, Giraldo Piloto (Ex-Perkussionist von NG La Banda) und seine Gruppe Klimax, Manolito y su Trabuco und Paulito FG.
Beflügelt durch den Erfolg von Buena Vista Social Club 1996, die Grammy-Verleihung 1998 und den gleichnamigen Dokumentarfilm von Wim Wenders 1999 setzte eine verstärkte Nachfrage kubanischer Musik in der ganzen Welt ein. Kubanische Musiker zeigten sich nicht abgeneigt, Kuba zu verlassen und sich im Ausland niederzulassen. Miami entwickelte sich aufgrund der vielen kubanischen Emigranten zur größten Hochburg der Timba außerhalb Kubas. Dort finden sich so bekannte Musiker wie Manolín, El Médico de la Salsa, Chaka und seine Gruppe El Tumbao, die Cuban Timba All Stars und nicht zuletzt Jorge Gomez mit Tiempo Libre.

## Stil
Timba beruht wie Salsa formal meist auf der Grundlage des Son montuno, bei dem ein erster, melodischer Teil (meist Strophen und ein Refrain) vom Montuno, einem als Steigerung empfundenen, von Improvisation und der Wiederholung kürzerer Abschnitte bestimmtem Teil, gefolgt wird.
Doch während Salsa grundsätzlich auf der Son-Clave beruht und der Bass in der Regel auf der 2+ und 4 spielt, ist Timba für andere „time lines“ offen. Die Regel dürfte eine 3-2 Rumba-Clave sein, zu der der Bass („cantando“) oder Funk-beeinflusste Figuren spielt.
Die typische Instrumentierung für eine Timba-Gruppe besteht aus Sängern, Klavier bzw. Keyboard, Bass, Schlagzeug und Timbales, Congas sowie einem Bläsersatz. Im Widerspruch zum Tenor dieses Artikels, der das Gemeinsame von Salsa und Timba und den Einsatz der Begriffe als Marketinginstrument betont, haben sich in Kuba gewisse „Sondertraditionen“ im Einsatz dieser Instrumente entwickelt, die in unterschiedlichen Kombinationen zu einem spezifischen Timba-Stil beitragen.
Der Bass ist in der Regel ein E-Bass, dessen Rolle aber auch von einem Keyboard übernommen oder gedoppelt werden kann. Seine im Vergleich zur Salsa freie Rolle wurde schon erwähnt.
Das Bass, Klavier oder Hintergrundstreicher ersetzende Keyboard gehört zum Vermächtnis der Van Van. Hugo Morejón, einer der Posaunisten der Band, begann es regelmäßig zu spielen, wenn der Posaunensatz Pause hatte. Contramontunos zu den Montunos des regulären Pianisten César „Pupy“ Pedroso gehören ebenfalls zu seinen Rollen. Zusammen mit Pedrosos verschiedentlich als kontrapunktisch bezeichnetem Spiel führt das zu geradezu hyperaktiven Akkordbrechungen, oft in hohen Lagen. Typisch für Timba-Montunos ist weiter, dass sie speziell zu einem Stück entwickelt werden können, also nicht unbedingt einem überlieferten Fundus von Spielfiguren entstammen.
Auch die Erweiterung des Klangarsenals durch E-Drums geht auf ein unterbeschäftigtes Mitglied des Van-Van-Posaunensatzes und sein Drum-Pad zurück; typischer ist allerdings, dass auch solche Pads vom Schlagzeuger gespielt werden. Auch Timbales sind meist Teil des Drumsets und werden somit im Sitzen gespielt; seit Changuito bedient der ideale Schlagzeuger in Kuba Congas, Trommeln, Becken, Pads und Timbales mit allen Kombination von Stöcken und bloßen Händen und wechselt auch innerhalb eines Stücks.
Bevor Hip-Hop und Reggaeton sich in Kuba verbreiteten, rappten auch die Sänger der Timba-Bands.
Der Bläsersatz ist oft ein Posaunentrio, kann sich aber mit Trompeten und Saxophonen auch der Salsa annähern oder mit Streichern und Flöte die kubanische Charanga-Tradition fortführen.

## Bedeutung
Die Bezeichnung Timba war zunächst ein reines Marketinginstrument. Führende kubanische Musiker, wie Issac Delgado, Lazaro Valdés, Juan Formell, und viele andere, haben dies in Interviews immer wieder bestätigt. Der Begriff „Salsa cubana“ wurde von den meisten kubanischen Musikern als „Mode-Label“ abgelehnt, erschien ihnen aber als einzig möglicher Weg, um sich auf dem internationalen Musikmarkt behaupten zu können. Andere Begriffe wie „hipersalsa“, „heavy salsa“ oder „salsa dura“ wurden ebenfalls ausprobiert, aber schnell wieder verworfen. Doch mit „Timba“ war endlich ein eigener auf Kuba bezogener Name gefunden. Zugleich erlaubte er eine Abgrenzung zur „salsa erótica“ und zur „salsa romántica“ aus den USA und Puerto Rico. Im Fall von Los Van Van etwa war die Adoption des Begriffs auch nur allzu offensichtlich, gab es die Gruppe damals doch seit mehr als 30 Jahren, ohne dass sie jemals mit Timba in Zusammenhang gebracht worden wäre. Stattdessen vermarkteten sie ihre Musik vielmehr unter einem eigenen Genre, genannt Songo.
Doch je mehr der Begriff als etwas Eigenes empfunden wurde, desto stärker entfaltete sich seine Identifikationswirkung. Der NG La Banda-Titel En la calle (span.: „Auf der Straße“) war nun Programm. Die Gruppen begannen Konzepte zu entwickeln, ihre Musik an „den einfachen Leuten von der Straße“ auszurichten. Die Texte bekamen andere Inhalte und handelten fortan von den Freuden, Sorgen und Nöten der Menschen. Die Musiker suchten den engen Kontakt insbesondere zu den kubanischen Tänzern vor der Bühne. Eigene Anfeuerungsrufe sollten nicht nur als Markenzeichen fungieren, sondern auch die Bindung zum Publikum stärken (wie das bekannte ataca chicho! von NG La Banda oder das Ahí, na’ ma’! von Los Van Van). Die Timba sollte dem kubanischen Leben entspringen, der Nachbarschaft der barrios und der Art und Weise, wie die Menschen dort in den Straßen tanzen und feiern. Insbesondere trat hier die Gruppe La Charanga Habanera hervor, indem sie sich bei ihren Auftritten um moderne Hip-Hop-Gruppenchoreografien und den entsprechend gestylten Outfits bemühte.
Eine solch bewusste Betonung der besonderen Nähe zur Straße war immer auch von der Bemühung um Glaubwürdigkeit begleitet. Die bekannten Timba-Gruppen bestehen fast ausschließlich aus studierten Konservatoriums-Musikern, die insbesondere mit dem Erfolg im Ausland und dem wiedererstarkten Musik-Tourismus in Kuba (wobei der Eintritt in die entsprechenden Musik-Clubs bis 2004 in US-Dollars bezahlt wurde) dem normalen Leben in den Stadtvierteln Havannas weitgehend entrückt sind. Zudem hatte die Musik der Konservatorien in Kuba weniger den Ruf, in den Straßen verwurzelt zu sein, als vielmehr von den staatlichen Kontrollgremien gelenkt zu werden.
Viele kubanische Musiker betonen, dass Timba aber keine grundsätzlich neue Musik sei, sondern eher eine Weiterentwicklung des kubanischen Son, Musik also, die in Kuba schon immer gespielt wurde. Auch das bleibt höchst zweifelhaft, obwohl einige Timba-Elemente bereits in der frühen Musik der Gruppe Irakere aus den 1970er Jahren gefunden werden können (wie das Einfügen von Jazz-Improvisationen in traditionell kubanische Rhythmen oder die Verwendung der batá-Trommeln).
Vor diesem Hintergrund stellt sich die Timba-Musik als ein schwieriges Geflecht dar, welches in seiner Darstellung und Interpretation von verschiedenen Interessen und Sichtweisen geleitet wird: 1) Marktpolitik und Kommerzialisierung, 2) Identifikationsbildung und Schwerpunktverlagerung weg von den staatlichen Institutionen hin zur Straße und nicht zuletzt 3) von ideologischen Theoriebildungen einer musikalischen Kontinuität in Kuba über alle Zeiten hinweg (s. u. Giraldo Piloto).
In der Gegenwart geht man nicht davon aus, dass die Timba-Musik eine Unterkategorie der Salsa darstellt, geschweige denn ein eigenes Genre, sondern vielmehr eine Annäherung kubanischer Musiker an die Salsa. Das wird umso verständlicher, wenn man beachtet, dass kubanische Musiker jahrzehntelang vom musikalischen Austausch mit anderen Ländern ausgeschlossen waren und nach dem Zusammenbruch der Sowjetunion ungewöhnlich plötzlich einem globalisierten Markt gegenüberstanden. In diesem Sinne gibt es sogar erstaunlich viele Parallelen der Timba zu den Ursprüngen der Salsa im New York der 1970er-Jahre, wie etwa die Herkunft aus dem barrio, der urbane Charakter der Musik, die stärkere Gewichtung der Texte, ihre Bedeutungsverschiebung, die Identifikationsbildung, u. Ä. m.

## Zitate
- „Am Ende der 80er bemerkten die Leute, dass wir nicht mehr mit dem Terminus ‚Salsa‘ weitermachen konnten. Ich war einer der ersten, der verstanden hatte, dass ‚Salsa‘ nur ein Etikett ist, wie ‚Pepsi Cola‘, welches genauso ein Erfrischungsgetränk ist wie ‚Coca Cola‘; es ist ein einfaches Wort, das die Menschen in Europa, in Amerika und allen Teilen der Welt verstanden, um eine Art Musik auszudrücken, die in der Karibik, in Lateinamerika gemacht wird, Musik, die getanzt wird, ‚música tropical‘. […] Musikalische Genres sind dagegen der Son, die Guaracha, der Cha Cha Chá, es sind Rhythmen, die in Kuba entstanden sind, aber es ist wichtig, dass es einen gemeinsamen Schirm gibt, ein Dach, so wie das einfache Wort ‚Salsa‘. Es war das Glück der Kubaner, dass die Menschen aus Puerto Rico, aus New York, Venezuela und Kolumbien, über drei oder vier Jahrzehnte dabei geblieben sind, die kubanische Musik zu spielen, in den 70ern, den 80ern und auch in den 90ern unsere Musik zu spielen, selbst wenn unter einem anderen Namen, dem Namen der ‚Salsa‘, aber es war doch kubanische Musik. […] Das ist ein Glück, weil der Klang in den Ohren der Leute geblieben ist.“ (Issac Delgado in einem Interview 2001)

- „Im heutigen Kuba spielen wir die Musik anders und niemand weiß, wie man es nennen soll. Die Leute tanzen anders und es gibt keinen Namen dafür, also nennen wir es Timba. Es gab früher eine Zeit, als wir den Begriff ‚Salsa‘ wegen der internationalen Situation akzeptieren mussten. Zu der damaligen Zeit waren wir in der Defensive, aber nun sind wir in der Offensive und wir können sagen: ‚Nein, das ist nicht, was wir machen. Wir bewegen uns irgendwo zwischen traditionellem Son und Salsa.‘“ (Juan Formell 1997 auf einer Pressekonferenz zu seinem neuen Album Te pone la cabeza mala)

- „Die Timba ist ein Genre, nach dem der kubanische Tänzer verlangt hat, das Ergebnis einer Entwicklung, die vor über hundert Jahren mit dem Danzón begann und jetzt Timba genannt wird, aber während all dieser Jahre verschiedene Stile und verschiedene Wege durchlaufen hat, und auch verschiedene Betrachtungsweisen der Musik, Art und Weisen zu tanzen, zu fühlen und – wie wir in Kuba sagen – zu ‚guarachen‘ (span.: ‚genießen, feiern‘).“ (Giraldo Piloto, ehemaliger Perkussionist von NG La Banda und jetzt Musikdirektor von seiner eigenen Gruppe Klimax, 2001 in einem Interview)